# مرگ علی عبدالهادی مشیمع
علی عبد الهادی مشیمع اولین انقلابی قربانی انقلاب بحرین است که در جریان تظاهرات به دست پلیس بحرین کشته شد.

## زندگی‌نامه
مشیمع کوچکترین پسر خانواده بود. وی یک خواهر و یک برادر دارد. وی از طریق جوشکاری کسب معاش می‌کرد.
وی در تظاهرات روز خشم در ۲۵ فروردین ۱۳۹۰ (۱۴ فوریه ۲۰۱۱) کشته شد.
دادگاه عالی جنایی در ۱۱بهمن ۱۳۹۱ (۳۱ ژانویه ۲۰۱۳) حکم زندان به مدت هفت سال برای پلیس متهم به قتل علی عبدالهادی مشیمع صادر کرد.
روزنامه الوسط نوشت دادگاه تجدید نظر با صدور حکمی مجازات پلیس متهم به قتل معترض علی مشیمع را به ۳ سال کاهش داد.